# Langue des signes paraguayenne
La langue des signes paraguayenne (en espagnol : Lengua de señas del Paraguay ou Lengua de señas paraguaya, LSPy), est la langue des signes utilisée par les personnes sourdes et leurs proches au Paraguay.

## Caractéristiques
La LSPy est la langue des signes indigène de la communauté sourde paraguayenne.
Les personnes sourdes du Paraguay indiquent qu'historiquement la LSPy a des liens avec la langue des signes uruguayenne, mais les deux langues sont maintenant très différentes. L'intelligibilité entre la LSPy et les langues des signes des pays limitrophes (Langues des signes argentine et brésilienne) et la langue des signes américaine est très basse.

## Utilisation
Les Paraguayens sourds acquièrent généralement la LSPy par des amis durant l'année scolaire (en dehors de la classe), dans les associations pour les sourds ou lors des réunions religieuses. Les associations pour les sourds et les réunions religieuses utilisent LSPY dans leurs procédures formelles et les personnes sourdes utilisent LSPY dans leurs interactions quotidiennes. Certains sourds vivant près des frontières du Brésil utilisent aussi la langue des signes brésilienne comme seconde langue.
Certaines émission de télévision sont accessibles aux sourds. Un dictionnaire et des manuels d'apprentissage ont été réalisés.